# Vangelino Sastromedjo
Vangelino Sastromedjo (sinh ngày 25 tháng 3 năm 1984) là một cầu thủ bóng đá người Suriname gốc Indonesia thi đấu ở vị trí tiền vệ. Anh từng đại diện quốc gia tham dự vòng loại giải vô địch bóng đá thế giới. Sastrodimedjo hiện tại thi đấu cho WBC và ghi trên 15 bàn thắng.

## Danh hiệu

### Câu lạc bộ
WBC
- SVB Hoofdklasse Vô địch:2009
- Surinamese Cup vô địch:2009
- Suriname President's Cup vô địch:2009